# Tourisme dans l'Orne

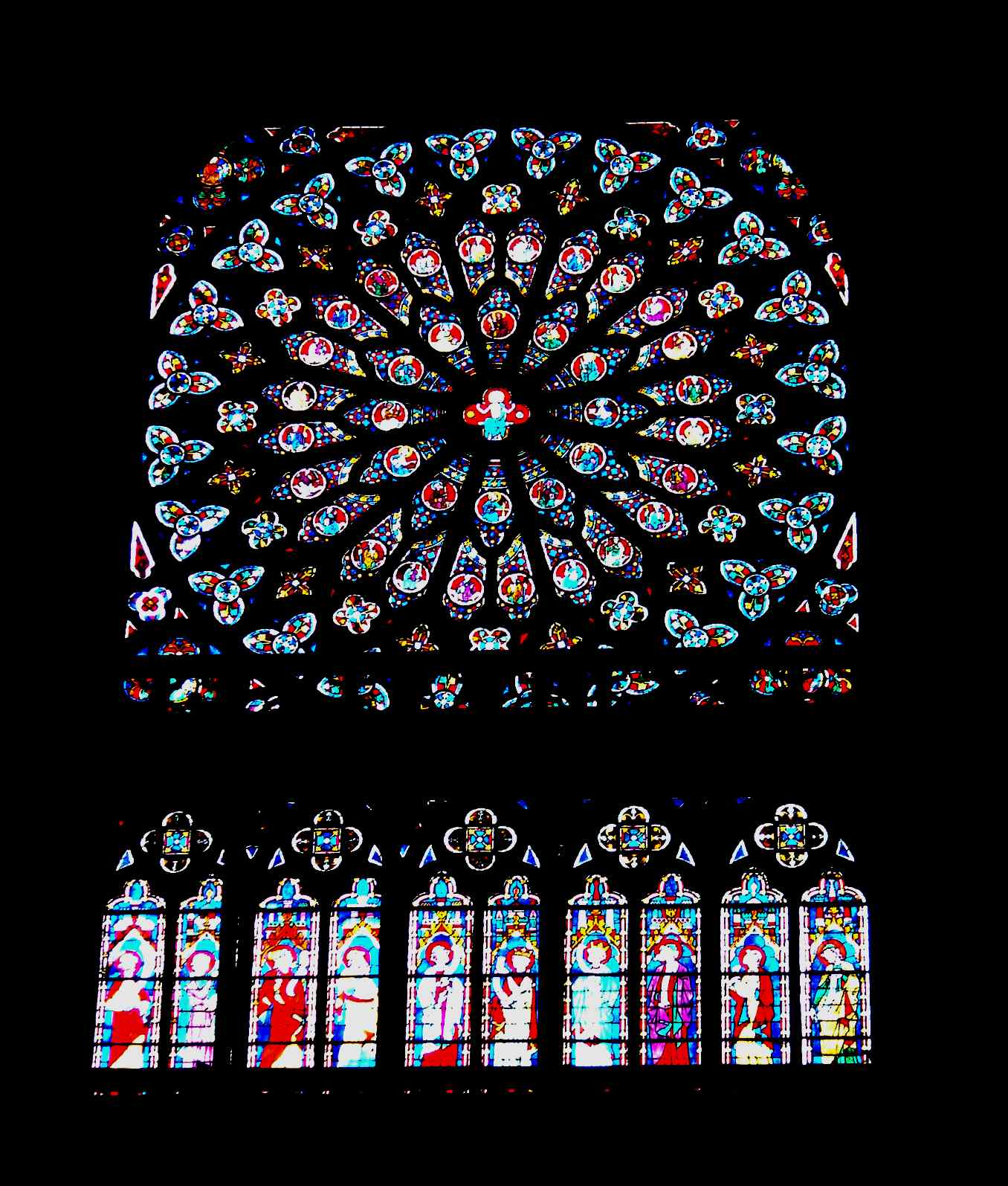
Cathédrale Notre-Dame de Sées, rosace

 (juin 2018).
Le tourisme dans l’Orne est un tourisme qui, outre un patrimoine architectural et culturel relativement riche, est très axé sur le caractère naturel du département.[réf. nécessaire]

## Localités touristiques

### Villes
- Alençon
- Flers
- Mortagne-au-Perche
- Argentan
- Cité médiévale de Domfront
- Bellême
- Bagnoles-de-l'Orne, station thermale et touristique

### Villages touristiques et plus beaux villages de France

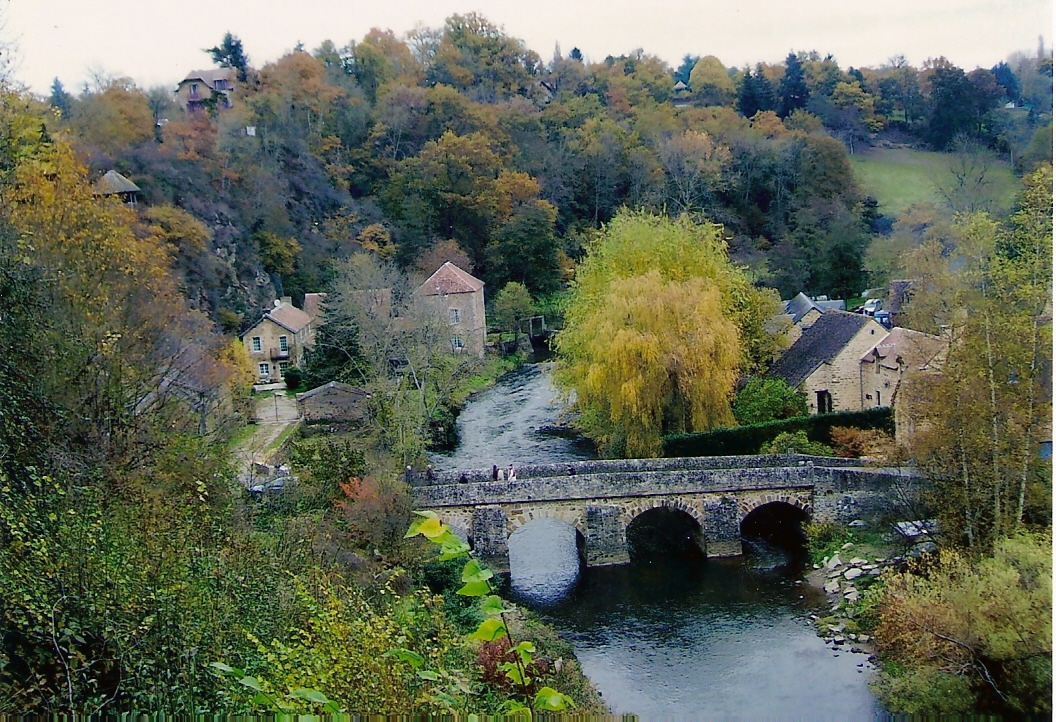
Saint-Céneri-le-Gérei

Le village de Saint-Céneri-le-Gérei, au cœur des Alpes mancelles dans une vallée encaissée par les indolents méandres de la Sarthe, est un des plus beaux villages de France.
Saint-Fraimbault est un village du Domfrontais décoré de quatre fleurs et du Grand Prix au concours des villes et villages fleuris.
Le village de Camembert dans le pays d'Auge près de Vimoutiers a donné son nom au célèbre fromage, le camembert de Normandie. Il affirme maintenant son caractère et son charme de petit bourg de campagne.
Bourg de La Perrière dans le Perche.

## Tourisme historique et culturel

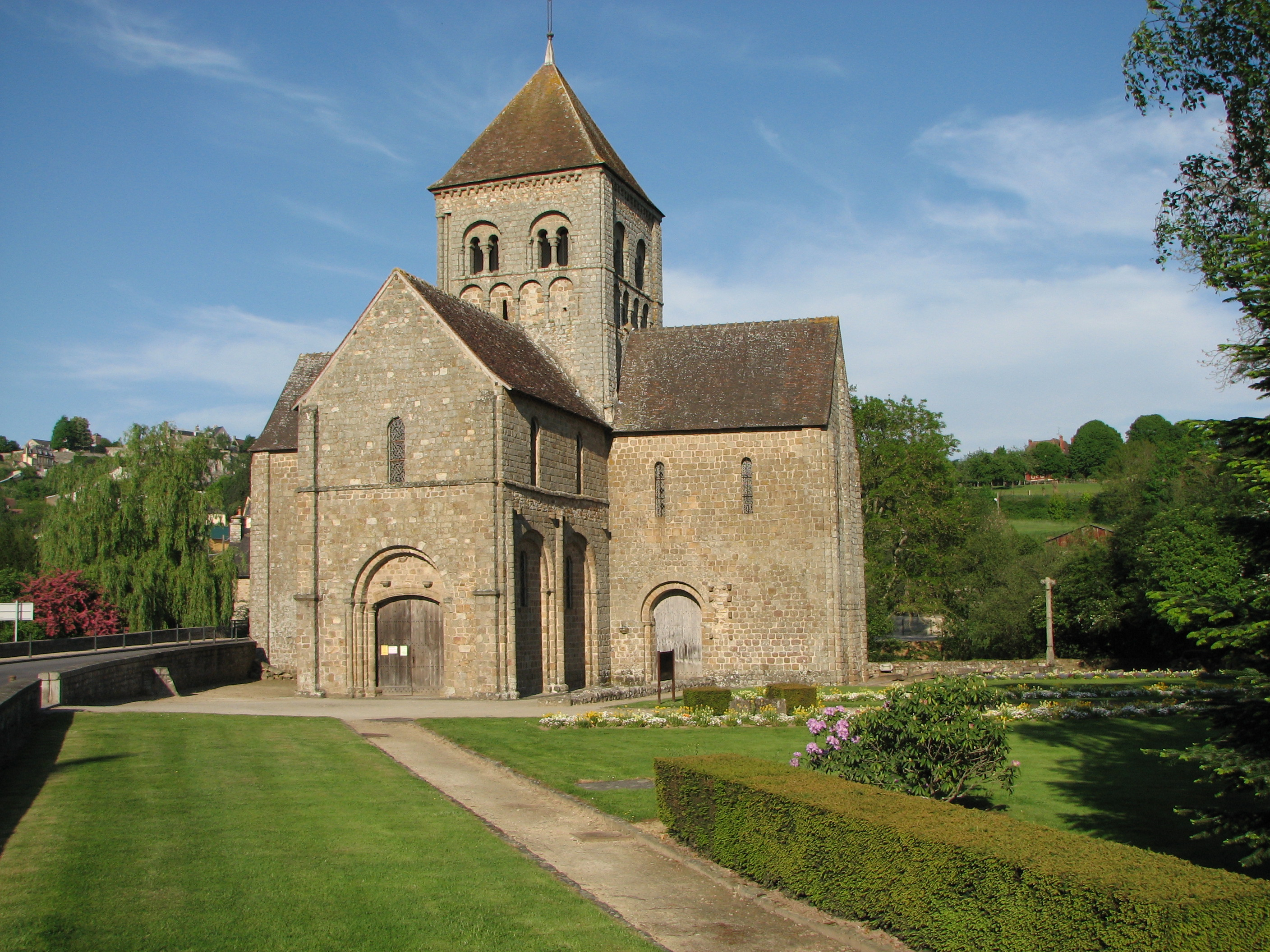
Domfront : église Notre-Dame-sur-l'Eau

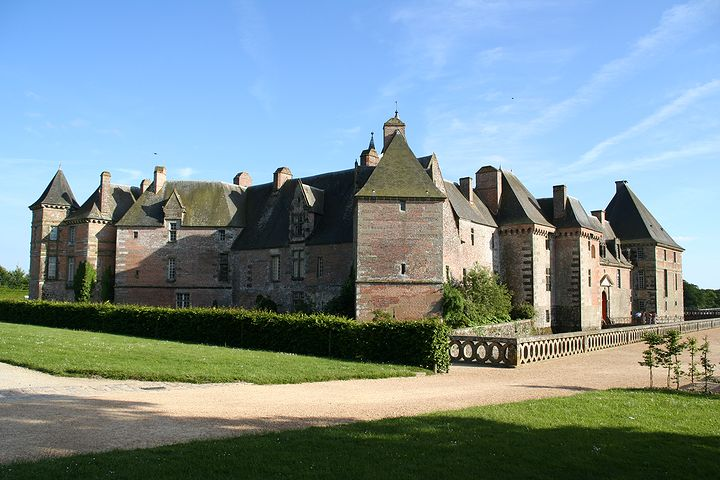
Le château de Carrouges

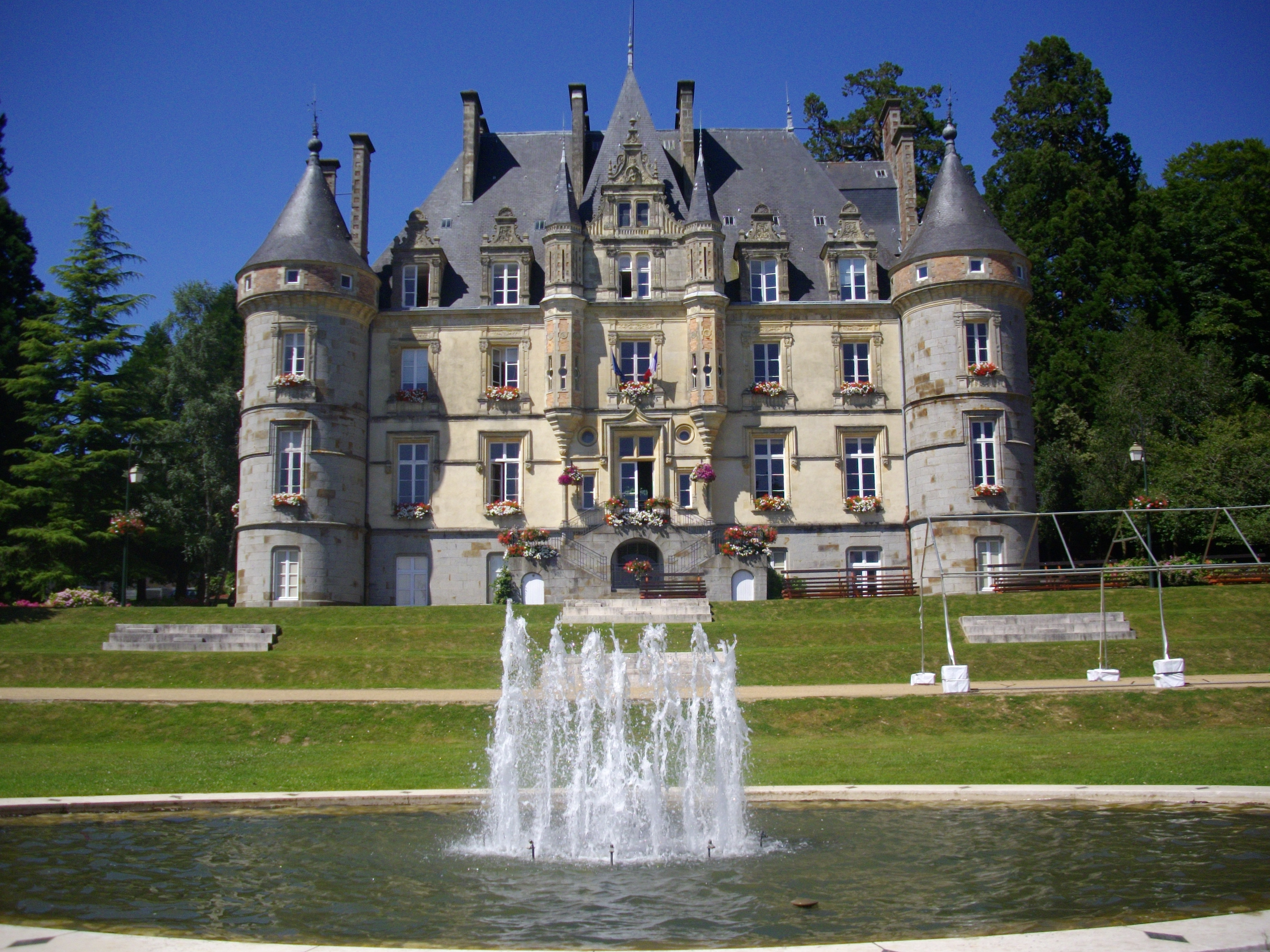
Le château de Bagnoles-de-l'Orne

### Architecture sacrée
- Cathédrale Notre-Dame de Sées
- Basilique Notre-Dame de Montligeon
- Église Notre-Dame d’Alençon
- Église Notre-Dame-sur-l'Eau à Domfront
- Église Notre-Dame de La Ferté-Macé
- Église Saint-Jean-Baptiste de Bagnoles-de-l'Orne, architecture Art déco
- Églises Saint-Germain et Saint-Martin d’Argentan
- Église Notre-Dame-des-Montiers de Tinchebray
- Église et chapelle de Saint-Céneri-le-Gérei
- Abbaye de Soligny-la-Trappe
- Abbaye de Lonlay-l’Abbaye
- Prieuré de Goult à La Lande-de-Goult

### Patrimoine civil
- Le Haras national du Pin au Pin-au-Haras
- Le château de Carrouges
- Le château d'Ô
- Le château de Domfront
- Le château de Sassy à Saint-Christophe-le-Jajolet
- Le château de Flers
- Le château de Médavy
- Le château du Bourg-Saint-Léonard
- Le château de Bagnoles-de-l'Orne
- Le château de Couterne
- Le donjon de Chambois
- Le manoir de Courboyer à Nocé, maison du parc naturel régional du Perche
- La Tour de Bonvouloir dans la forêt d'Andaine

### Patrimoine industriel

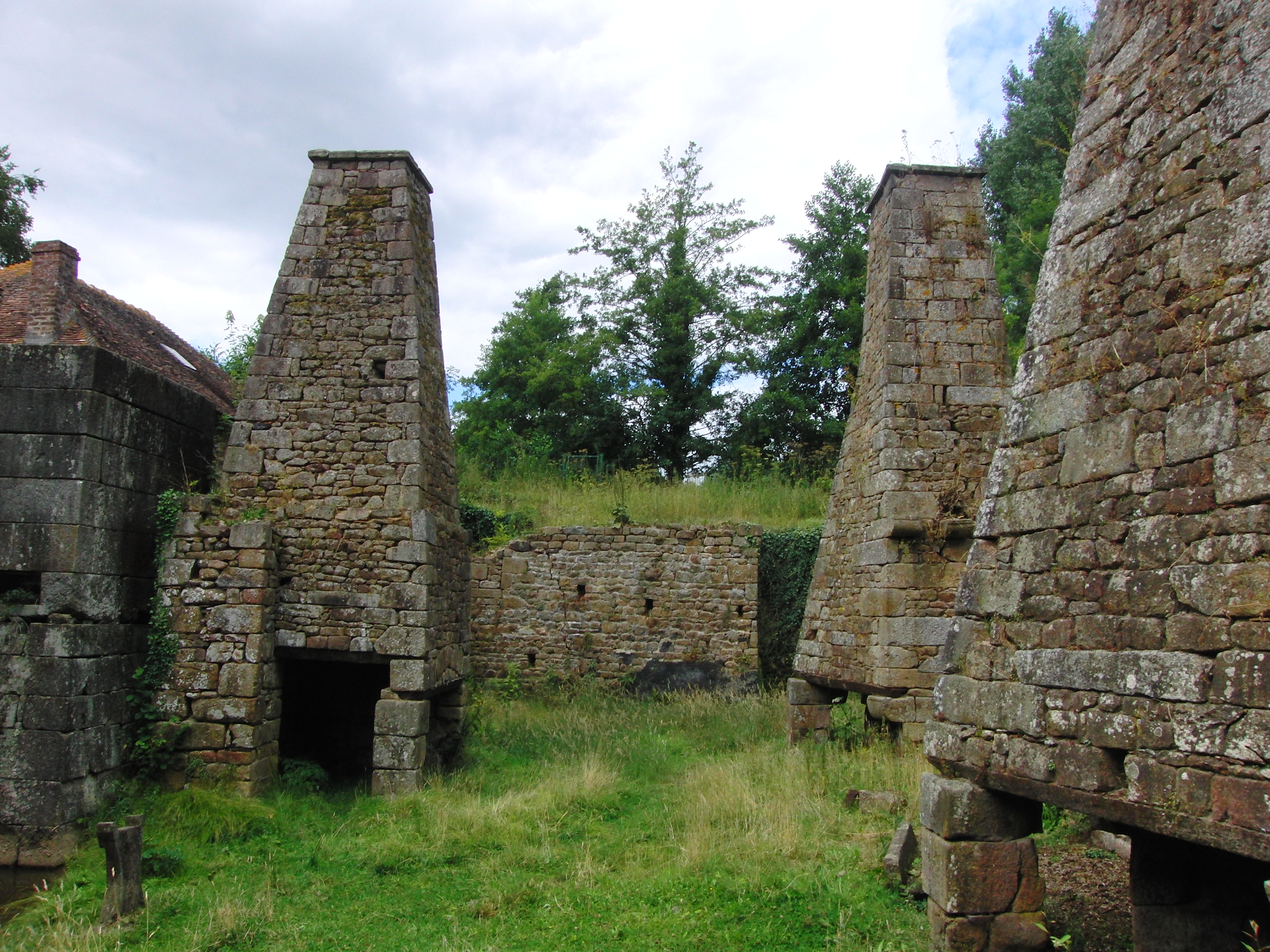
Forges de Varenne à Champsecret

### Musées
- Le mémorial de Coudehard-Montormel à Coudehard et Mont-Ormel[2]
- Musée des beaux-arts et de la dentelle à Alençon
- Atelier de présentation du point d’Argentan
- Maison natale de Sainte-Thérèse-de-Lisieux à Alençon
- Musée du Camembert à Vimoutiers
- Musée du jouet ancien à La Ferté-Macé
- Musée des Sapeurs-Pompiers à Bagnoles-de-l'Orne
- Musée départemental d'art religieux de Sées
- Musée Alain à Mortagne-au-Perche
- Musée Percheron à Mortagne-au-Perche

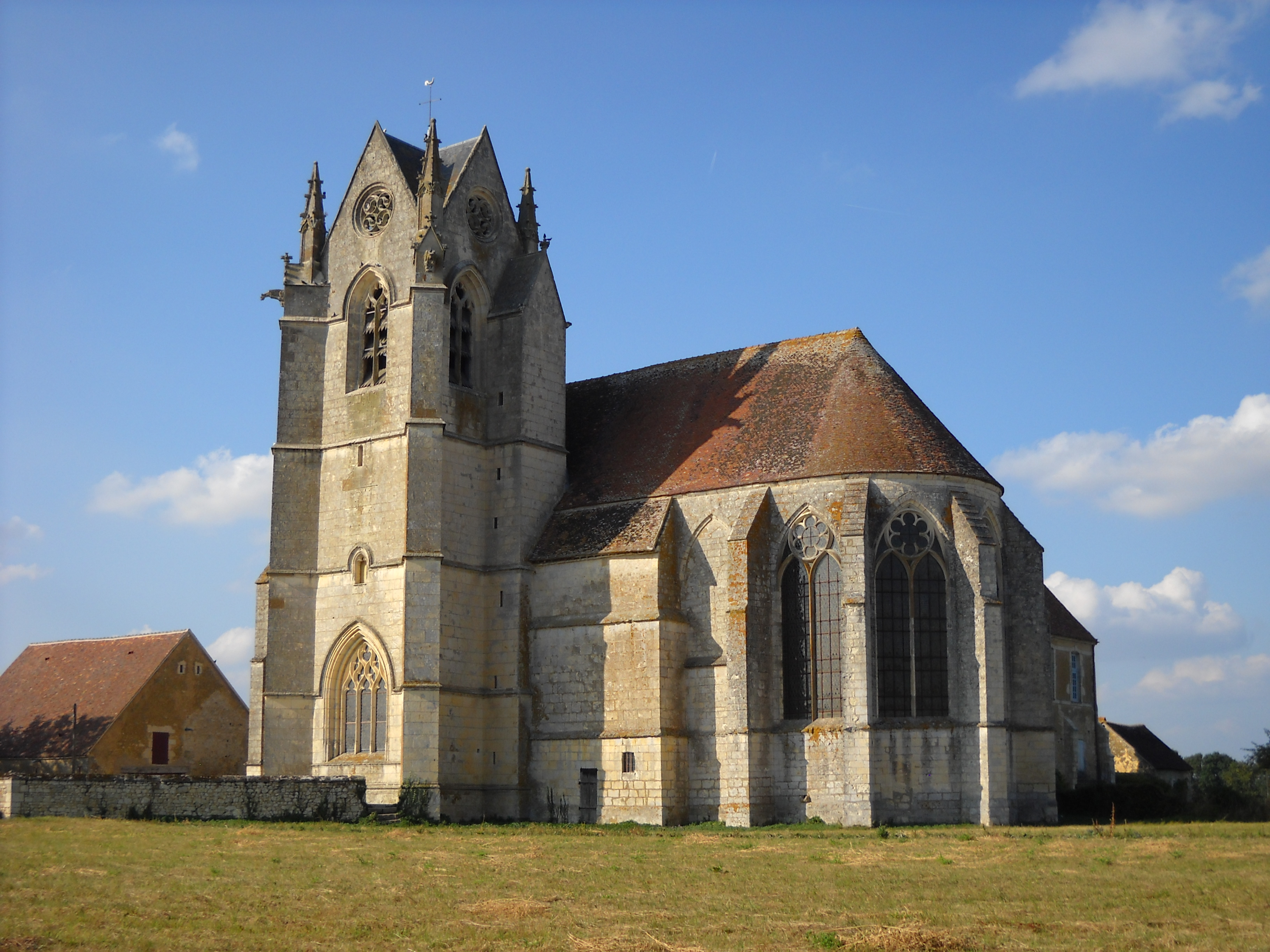
L'église prieurale de Sainte-Gauburge, site d'exposition temporaire de l'écomusée du Perche.

- Écomusée du Perche à Saint-Cyr-la-Rosière
- Écomusée de la pomme au Calvados, le « Grand Jardin » au Sap
- Musée de la Grande Forge à Aube
- Musée de la Comtesse de Ségur à Aube
- Musée de la Dame aux Caméliat à Gacé
- Musée Juin 44 à L'Aigle
- Manufacture Bohin à Saint-Sulpice-sur-Risle
- Musée du commerce et des marques d’autrefois à Tourouvre
- Musée de l'Émigration française au Canada à Tourouvre
- Maison du Filet à La Perrière
- Maison de la rivière et du paysage à Ségrie-Fontaine
- Musée du château de Flers
- Musée de Dompierre
- Musée « Prison Royale » à Tinchebray
- Forges de Varenne à Champsecret
- Forges du Champ-de-la-Pierre

## Tourisme thermal

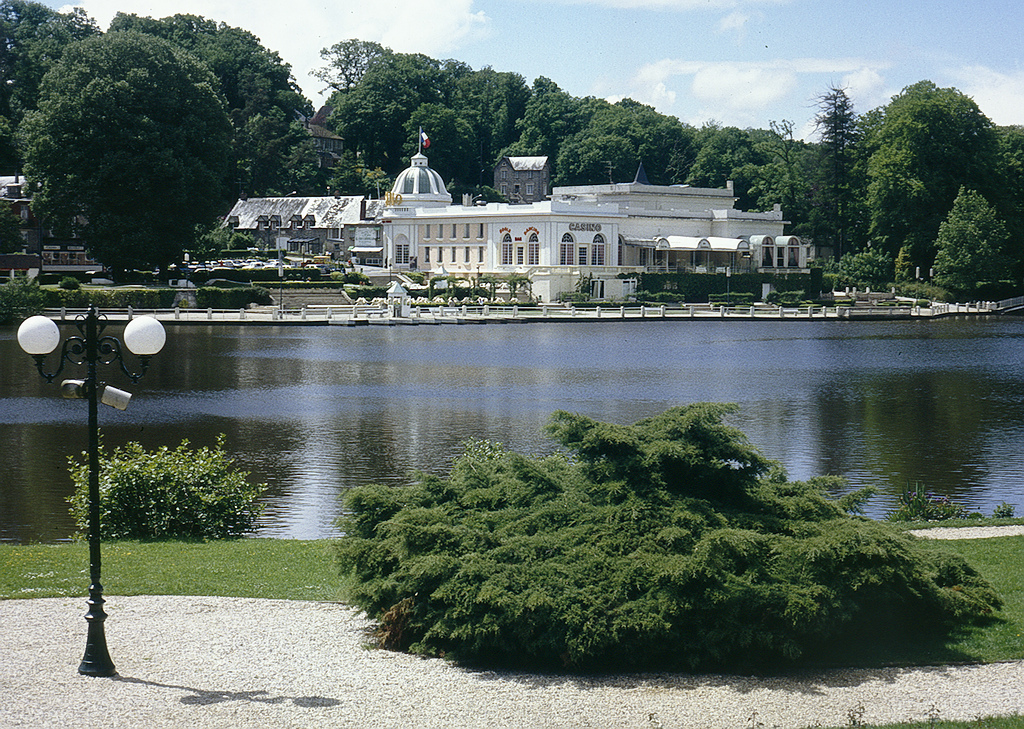
Bagnoles-de-l’Orne

La station thermale de Bagnoles-de-l'Orne soigne les troubles veineux et les problèmes de phlébologie. Elle permet une amélioration du retour veineux, réduction de l’œdème, soulagement contre les « jambes lourdes » ou encore les crampes, au moyen d’hydromassages ou de douches.
Les thermes de Bagnoles-de-l’Orne sont également reconnus pour répondre à des indications en rhumatologie : contre les inflammations, apaisement des muscles et des articulations, etc. Les soins proposés peuvent être des bains de boue, des massages sous l’eau, etc.
Enfin l’eau de Bagnoles-de-l’Orne est reconnue efficace contre les troubles gynécologiques : régulation des taux hormonaux et réduction des douleurs pelviennes (hydromassages, cataplasmes).

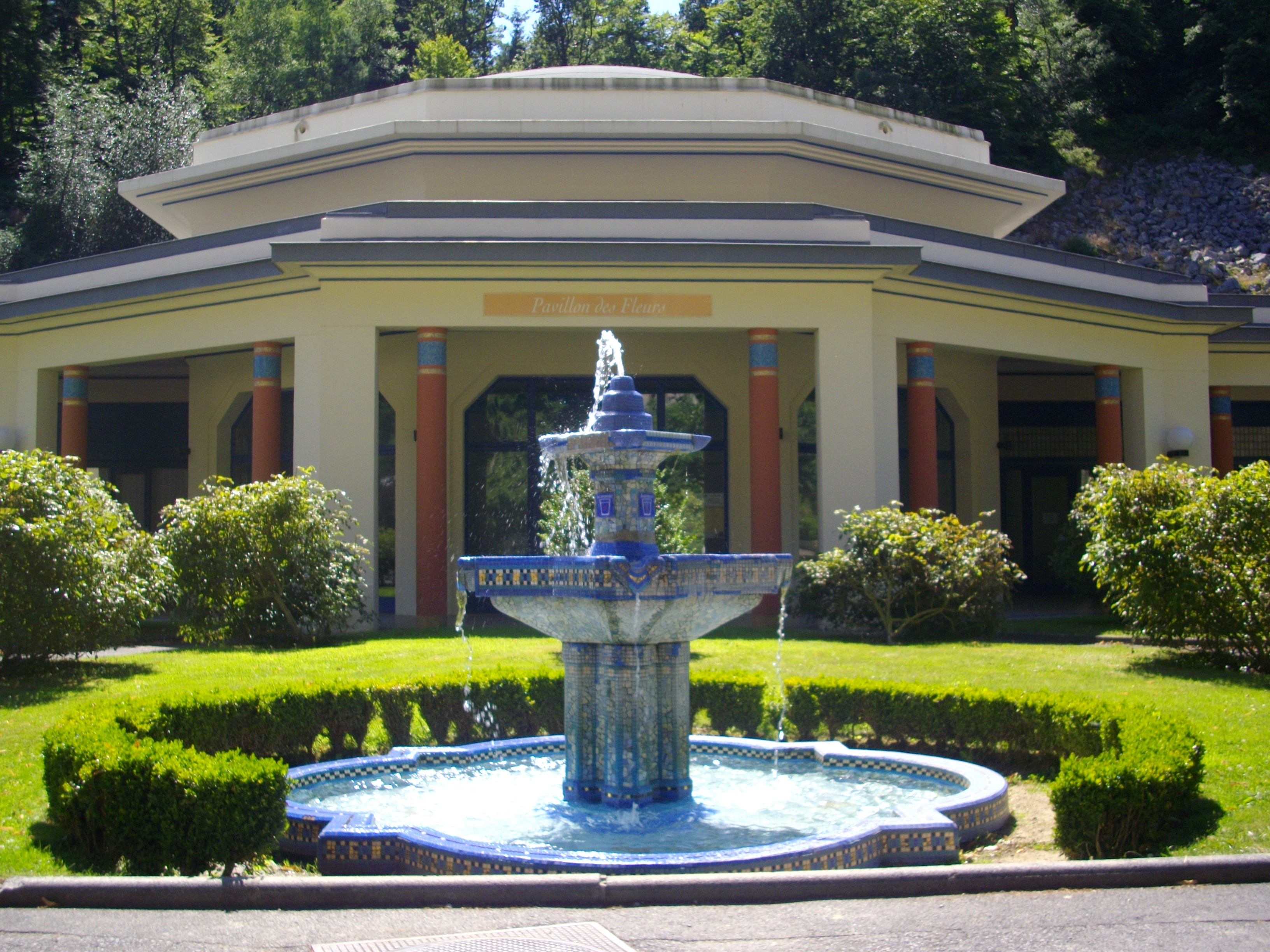
Fontaine thermale devant les Thermes
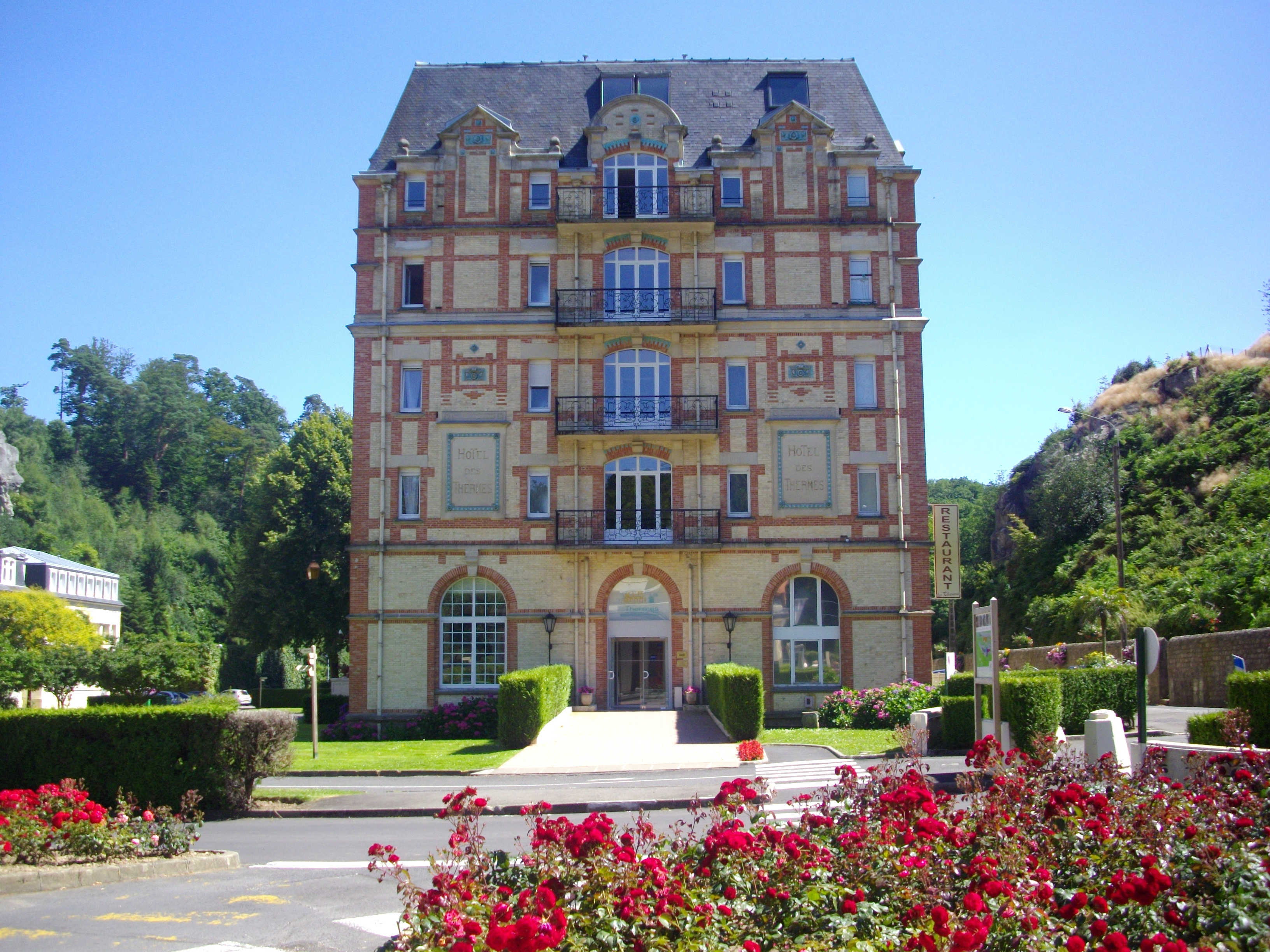
Hôtel des Thermes
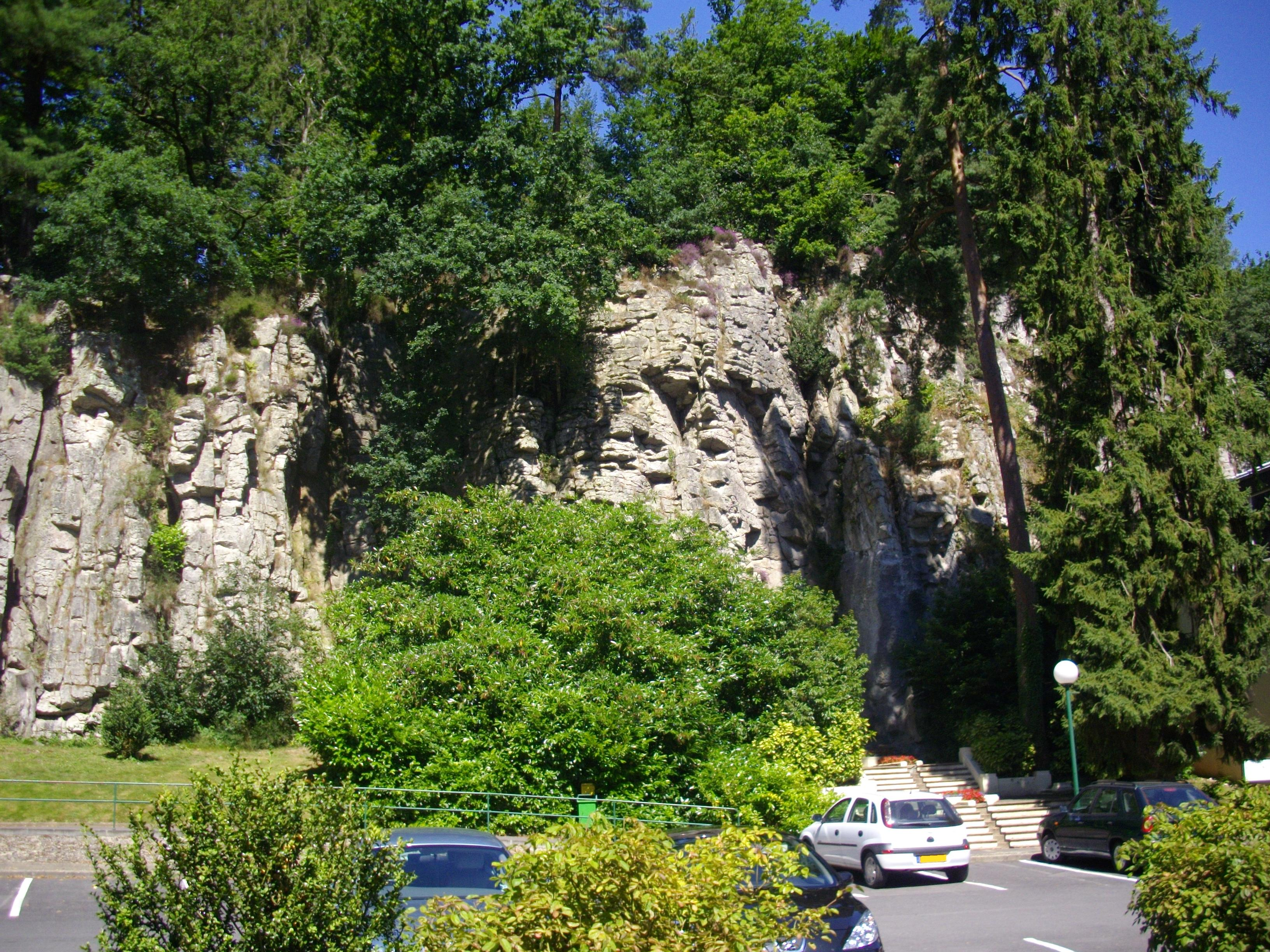
Rochers en face des Thermes
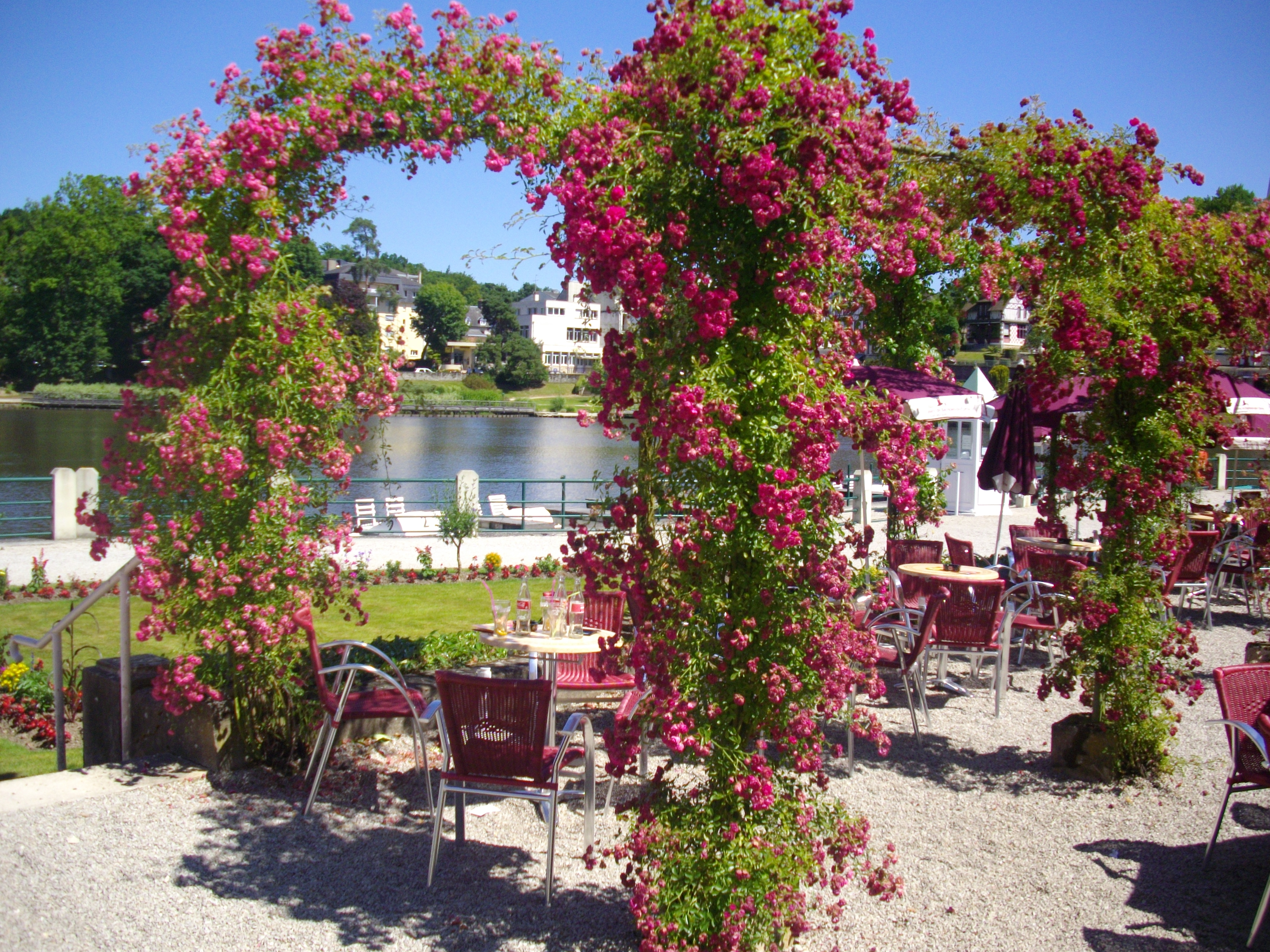
Terrasse du Casino face au Lac

## Tourisme gastronomique

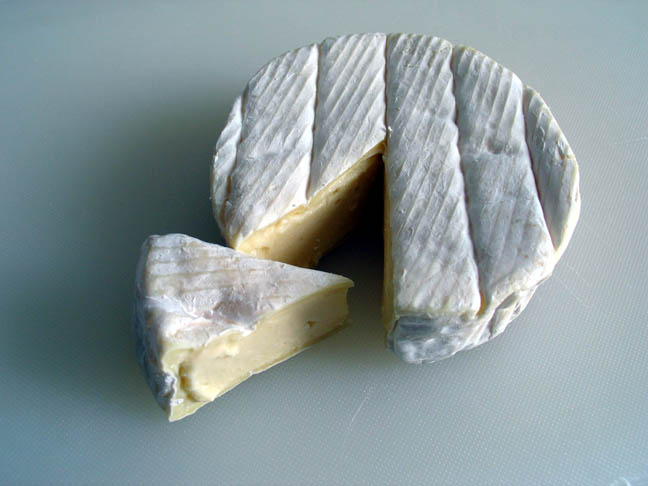
Le camembert de Normandie

Les spécialités ornaises les plus fameuses peuvent se résumer aux aliments et boissons suivants :
- Le camembert (originaire de la commune de Camembert)
- Les tripes en brochette de La Ferté-Macé
- Le boudin noir de Mortagne-au-Perche
- L'andouillette d'Alençon
- La crème fraîche
- La pomme
- La poire
- Le cidre, bénéficiant d'une AOC
- Le poiré, bénéficiant d'une AOC
- Le calvados, bénéficiant d'une AOC
- Le jus de pommes
- L'Étrier normand

Viennent ensuite les spécialités locales moins connues mais qui animent et charment tout autant les marchés de la région. On citera des confiseries, comme les confitures de fruits, la confiture de lait, le miel, les macarons (notamment ceux de Bellême et de Bagnoles-de-l'Orne), les bouchons d'Alençon, divers chocolats ; des pâtisseries ou boulangeries, tels la baguette argentanaise, la brioche de Moulins-la-Marche, la galette de pommes de Gacé, les sablés d'Argentan ; ou encore dans les produits laitiers le gruyère de Carrouges, des fromages blancs sur confiture, etc.

## Écotourisme
- Le Haras national du Pin
- L'écomusée du Perche à Saint-Cyr-la-Rosière
- Parc naturel régional Normandie-Maine
- Parc naturel régional du Perche
- Maison de la rivière et du paysage

## Analyse et chiffres[4]

### Général
En 2006, le département de l'Orne comptabilisait 4,1 millions de nuitées touristiques.
190 millions d'euros ont été dégagés en retombées directes par le biais du tourisme en 2007 dans l'Orne, mais le Comité départemental du tourisme de l'Orne, en soulignant que 81 % des séjours effectués dans l'Orne sont « non marchand » (c'est-à-dire qu'ils se font au moyen d'une résidence secondaire, ou grâce à des familles, à des amis, etc.), estime alors que le chiffre d'affaires peut s'élever à 500 millions d'euros.
Le secteur touristique représente dans l'Orne 4 400 emplois.
L'offre touristique d'hébergement s'élevait à 13 261 lits touristiques en 2007.
Ces chiffres font de l'Orne le 56e département touristique français.

### Fréquentation des sites ornais
Les 20 sites ornais les plus visités :
| Rang | Site                                                                              | Fréquentation en 2009 | Fréquentation en 2008 |
| ---- | --------------------------------------------------------------------------------- | --------------------- | --------------------- |
| 1    | Haras national du Pin                                                             | 49 099                | 43 881                |
| 2    | Manoir et Domaine de Courboyer – Maison du parc naturel régional du Perche (Nocé) | 36 166                | 38 721                |
| 3    | Maison du Camembert / Ferme Président (Camembert)                                 | 35 000                | 42 500                |
| 4    | Château de Carrouges                                                              | 24 335                | 23 266                |
| 5    | Écomusée du Perche                                                                | 23 879                | 24 844                |
| 6    | Maison de la rivière et du paysage (Ségrie-Fontaine)                              | 22 189                | 20 029                |
| 7    | Maison Natale de Sainte-Thérèse-de-l'Enfant-Jésus (Alençon)                       | 18 612                | -                     |
| 8    | Musée des beaux-arts et de la dentelle (Alençon)                                  | 17 342                | 17 810                |
| 9    | Espace découverte du parc naturel régional Normandie-Maine                        | 14 887                | 20 000                |
| 10   | Mémorial de Coudehard-Montormel                                                   | 12 653                | 10 806                |
| 11   | Ferme Président à Camembert                                                       | 9 000                 | -                     |
| 12   | Tour de Bonvouloir (Juvigny-sous-Andaine)                                         | 8 000                 | 8 000                 |
| 13   | Musée du château de Flers                                                         | 5 245                 | 4 832                 |
| 14   | Le Prieuré Saint-Michel (Crouttes)                                                | 4 785                 | 5 786                 |
| 15   | Muséales de Tourouvre (Tourouvre)                                                 | 4 589                 | 7 332                 |
| 16   | Musée de la Forge (Aube)                                                          | 4 138                 | 2 489                 |
| 17   | Écomusée du Grand Jardin (Le Sap)                                                 | 3 831                 | 5 846                 |
| 18   | Musée du patrimoine rural de Dompierre                                            | 2 864                 | 700                   |
| 19   | Musée de la Dame aux Camélias à Gacé                                              | 2 052                 | 1 500                 |
| 20   | Château d'Ô à Mortrée                                                             | 1 996                 | 5 226                 |